# Lie to Me
(Tagline della serie televisiva)
Lie to Me è una serie televisiva statunitense prodotta dal 2009 al 2011.
Realizzata dagli stessi produttori di 24, la serie vede protagonista Tim Roth nei panni di Cal Lightman, uno psicologo esperto della comunicazione non verbale ed infallibile nel capire quando una persona non dice la verità, il quale mette questa sua conoscenza al servizio della giustizia.
La serie è stata trasmessa in prima visione negli Stati Uniti da Fox dal 21 gennaio 2009 al 31 gennaio 2011. In Italia è stata trasmessa in prima visione satellitare da Fox a partire dal 7 settembre 2009, e successivamente trasmessa in chiaro dall'11 settembre 2010, prima da Rete 4 e poi da TOP Crime.

## Trama
Il dottor Cal Lightman è uno scienziato che studia il linguaggio del corpo e la mimica facciale, mettendo le sue conoscenze al servizio delle autorità e della giustizia. Spesso collabora anche con l'FBI. È il fondatore del Lightman Group che dirige, aiutato dalla sua socia Foster e dai suoi collaboratori, tra cui Loker e Torres.

## Episodi
Dopo la notizia che a dicembre 2010 la Fox non aveva ordinato nuovi episodi per portare la durata della terza stagione da 13 a 22 episodi, il 10 maggio 2011 il network ha ufficialmente cancellato la serie.
| Stagione         | Episodi | Prima TV USA | Prima TV Italia |
| ---------------- | ------- | ------------ | --------------- |
| Prima stagione   | 13      | 2009         | 2009            |
| Seconda stagione | 22      | 2009-2010    | 2010            |
| Terza stagione   | 13      | 2010-2011    | 2011            |

## Personaggi e interpreti

### Personaggi principali
- Cal Lightman (stagioni 1-3), interpretato da Tim Roth, doppiato da Massimo Popolizio.
È il protagonista della serie. Cal è uno psicologo specializzato in cinesica. Ha dimostrato l'universalità delle espressioni facciali viaggiando per il mondo, ed ha studiato per oltre vent'anni la comunicazione non verbale come metodo per scoprire le menzogne. È nato in Inghilterra e sua madre, quando era appena ragazzo, si suicidò dopo un periodo passato in un ospedale psichiatrico. Dopo la morte del padre (un alcolista che picchiò ripetutamente sia lui sia la madre), alcuni anni dopo, si trasferì presso la famiglia di un amico, Terry Marsh, in un quartiere degradato dell'Irlanda del Nord, dove rischiò di essere arrestato più di una volta, perché organizzavano truffe immobiliari, usando uno l'abilità di capire le debolezze delle persone e l'altro raggirandoli facendosi dare i soldi con cui avrebbero dovuto pagare le case. In seguito, senza avvisare l'amico (che incontrerà nuovamente solo ventidue anni dopo), si trasferì negli Stati Uniti d'America, dove si iscrisse alla facoltà di psicologia. Visionando un filmato della madre a colloquio con un medico, registrato il giorno prima che si suicidasse, e rallentando il filmato, colse un'espressione mimica di tristezza talmente rapida da sfuggire all'occhio umano: la chiamò "microespressione", e si accorse della sua validità nell'individuazione delle menzogne. Da allora iniziò uno studio approfondito della mimica facciale e del linguaggio del corpo viaggiando per il mondo e scrivendo molti libri. I suoi studi lo misero in contatto con l'intelligence britannica, ed iniziò quindi a lavorare nell'antiterrorismo con il compito di interrogare prigionieri e identificare dal linguaggio del corpo, dalla mimica facciale e dalla postura possibili terroristi. È stato in Bosnia, a Sarajevo, durante la guerra nel 1994 per seguire un'operazione di intelligence. È divorziato e ha una figlia sedicenne, Emily, con cui ha un rapporto altalenante a causa del suo talento ma anche amorevole. Ha messo in piedi un'agenzia privata, il Lightman Group, al servizio sia delle istituzioni che di privati cittadini, dove offre le sue consulenze. Nonostante i casi complicati e difficili, Cal riesce in ogni momento a restare lucido, dimostrandosi alla fine sempre un passo avanti agli altri nelle indagini, impareggiabile nelle conoscenze e nel modo di riconoscere le menzogne. Alla fine della terza stagione, Cal confessa alla figlia di essere innamorato di Gillian, la sua collega, socia e migliore amica.
- Gillian Foster (stagioni 1-3), interpretata da Kelli Williams, doppiata da Roberta Paladini.
È una psicologa e, da sette anni, migliore amica di Cal, lavora nell'agenzia privata in società con Lightman. La dottoressa Foster, prima di incontrare Lightman lavorava nello staff di psichiatri del Pentagono. Durante un incarico conobbe il suo futuro partner lavorativo ed amico, in quanto avrebbe dovuto constatare l'affidabilità del dottor Lightman durante la sua collaborazione con l'Intelligence. In seguito fondarono assieme il Lightman Group. È una donna forte, sempre pronta ad aiutare il prossimo e ad agire per il meglio di tutti. Ha un buon rapporto con Emily, la figlia di Cal. Per un breve periodo, è stata la madre adottiva di una bambina di nome Sophie, ma le fu portata via dalla madre biologica, per questo motivo prende molto a cuore i casi con bambini coinvolti. Gillian è inizialmente sposata con un uomo di nome Alec, ex-cocainomane dal quale in seguito divorzia. Con l'avanzare delle stagioni si capisce che anche lei è innamorata di Cal. Nonostante abbia un debole per i dolci, ha una linea perfetta.
- Eli Loker (stagioni 1-3), interpretato da Brendan Hines, doppiato da Giorgio Borghetti.
È un ricercatore, dal carattere originale, che da tempo ha deciso di non mentire mai a nessuno, e per questo dice sempre ogni cosa che gli passa per la testa. Come si intuisce dal secondo episodio della seconda stagione, probabilmente è ateo. A causa dei numerosi tradimenti del padre in ambito amoroso, Eli ha poca fiducia nei rapporti sentimentali. Nonostante il difficile rapporto con Lightman, lo considera il suo idolo e fa di tutto per impressionarlo.
- Ria Torres (stagioni 1-3), interpretata da Monica Raymund, doppiata da Claudia Razzi.
È un'ex agente della polizia aeroportuale, con un talento naturale molto spiccato nel riconoscimento delle microespressioni, sviluppato a causa delle violenze fisiche subìte dal padre, ma che pecca in conoscenze scientifiche. Lightman non prova inizialmente una grande simpatia per lei, perché con il suo talento naturale riesce a fare cose per le quali lui ha dovuto studiare per anni, e perché talvolta cerca di scavalcarlo, non rispettando la sua autorità. Tuttavia Lightman si fida molto di lei, infatti sono molte le occasioni in cui le consente di affrontare un caso da sola, supportata da Loker, con il quale sviluppa un rapporto quasi fraterno. Ha avuto una piccola esperienza omosessuale per pura curiosità.
- Emily Lightman (stagioni 1-3), interpretata da Hayley McFarland, doppiata da Elena Liberati.
È la figlia adolescente di Cal Lightman, che vive sotto la custodia condivisa di entrambi i genitori. Non apprezza a pieno le capacità del padre perché le impedisce di avere un po' di libertà ma a volte dimostra lei stessa un talento nel capire le persone, proprio come suo padre. Vuole bene ai suoi genitori, ma non desidera che ritornino insieme ed è molto legata a Gillian, che considera quasi una seconda madre. Probabilmente è la prima a rendersi conto dei forti sentimenti di suo padre nei confronti di Gillian.
- Ben Reynolds (stagione 1-2), interpretato da Mekhi Phifer, doppiato da Paolo Marchese.
È un agente dell'FBI che assiste il Lightman Group nelle loro indagini. È molto capace nel suo lavoro ed è Lightman stesso a volerlo nella sua squadra, spesso si dimostra determinante in casi molto gravi e difficili, grazie alla sua grande esperienza e alle sue intenzioni. Scompare dalla serie alla fine della seconda stagione, dopo aver ricevuto diversi colpi da una pistola, restando ferito in maniera gravissima. Nella terza e ultima stagione Foster apprende che Reynolds si è ripreso e che ora lavora "dietro una scrivania".

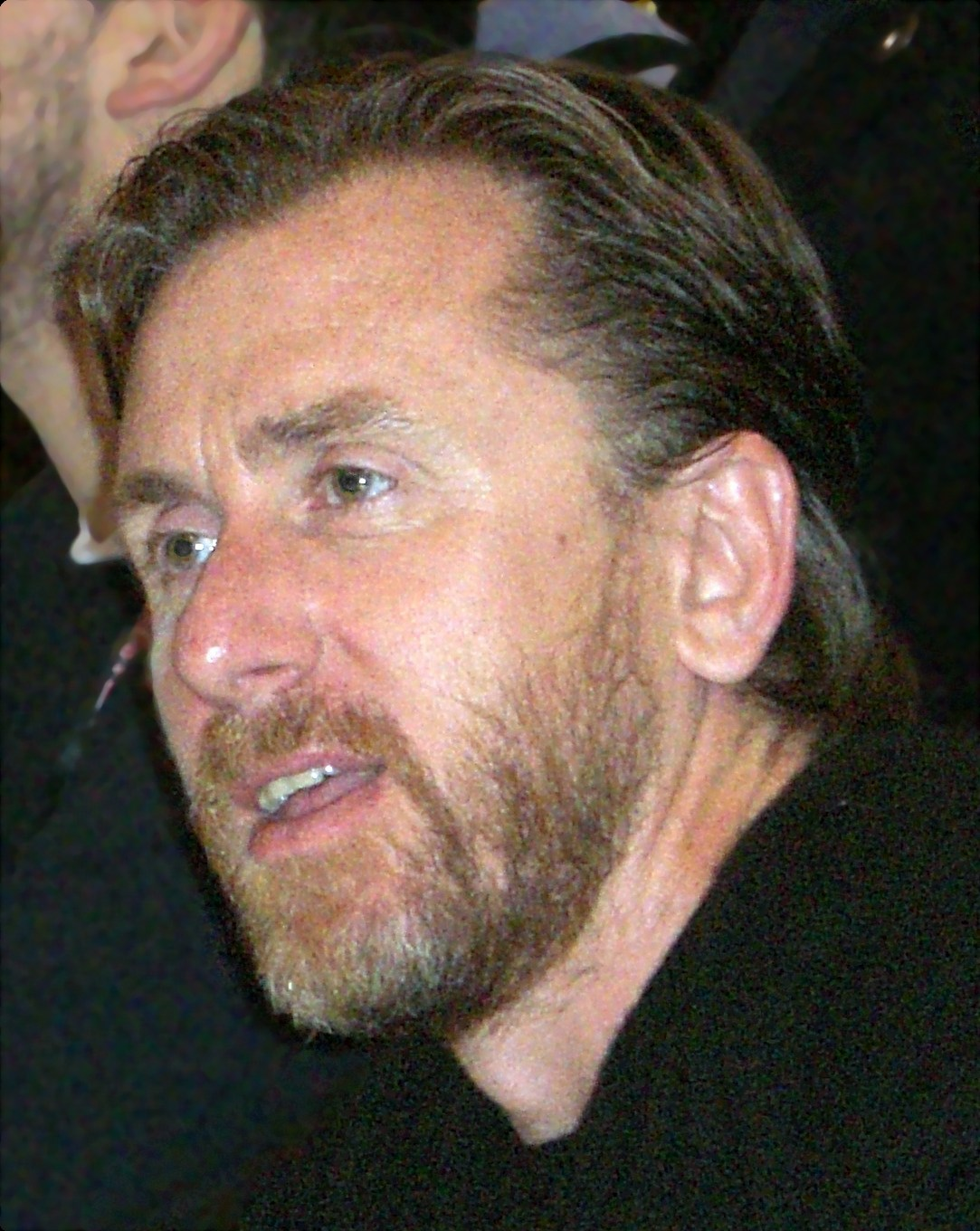
Tim Roth è Cal Lightman
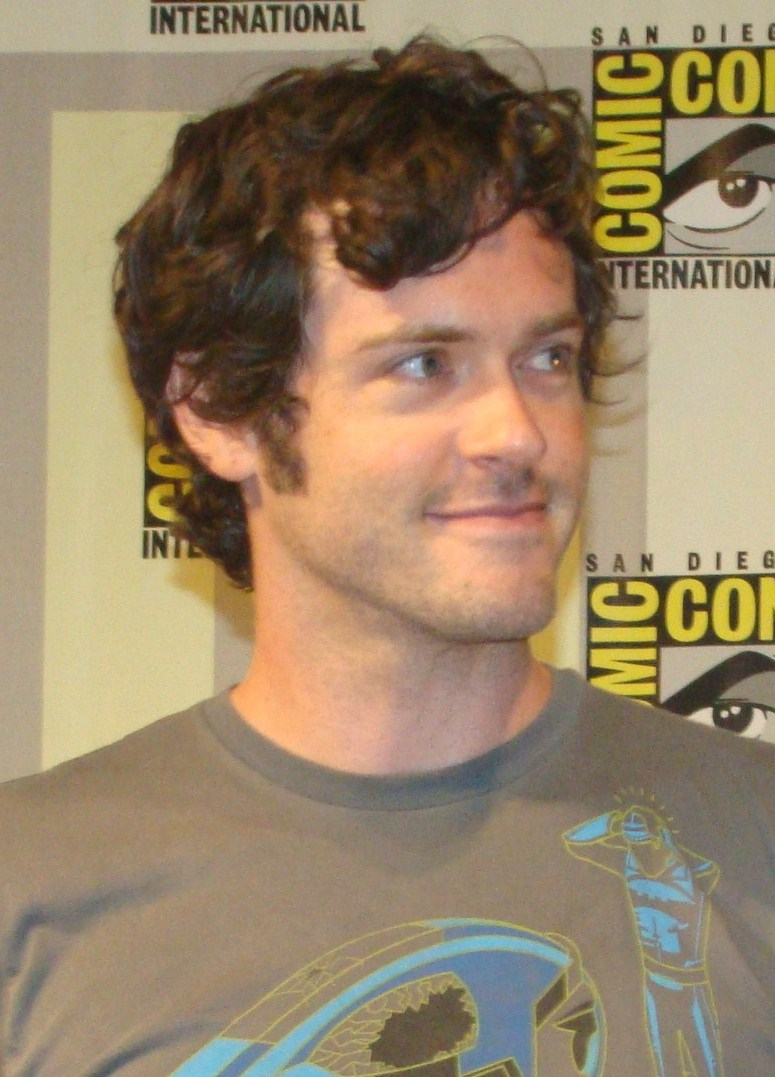
Brendan Hines è Eli Loker
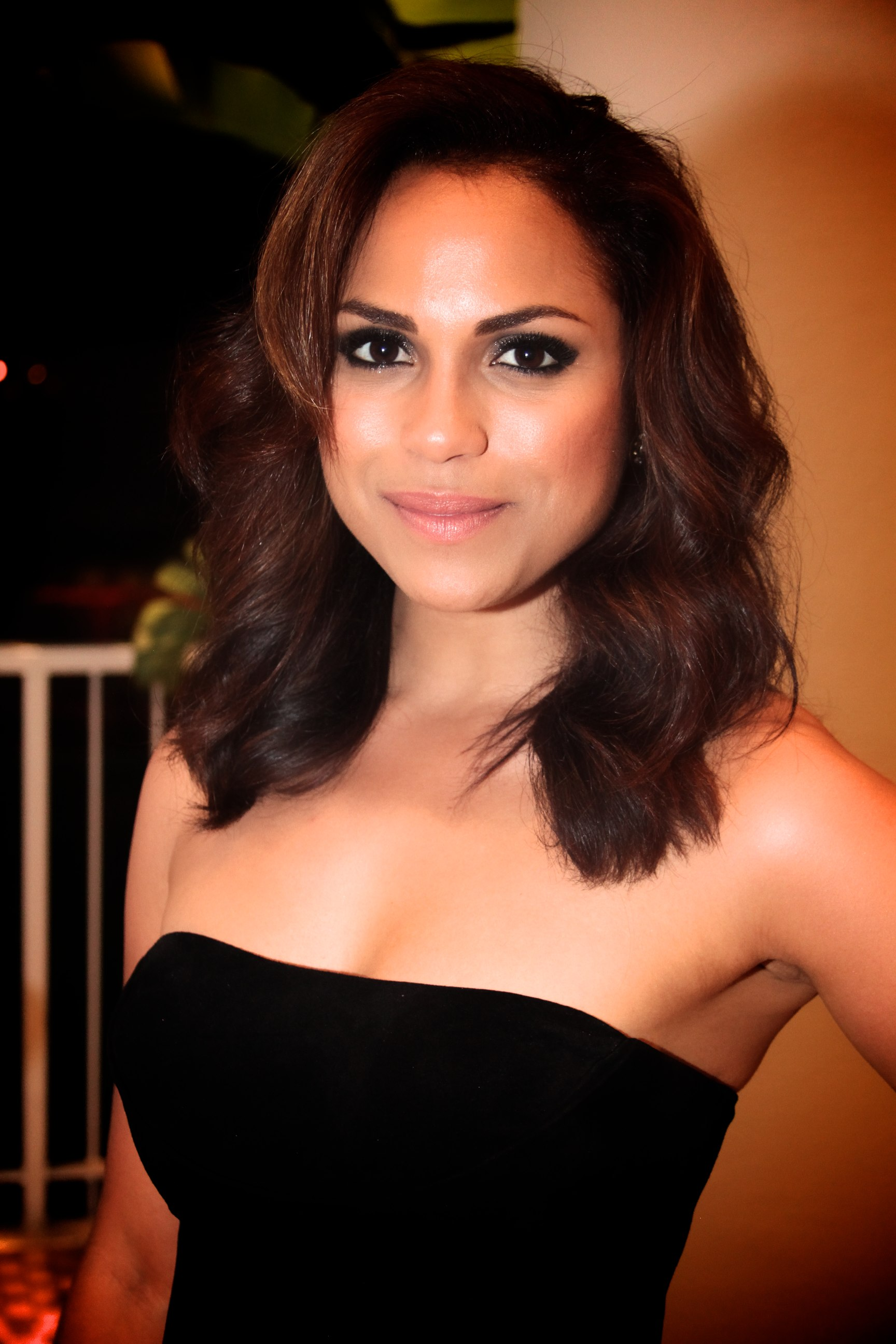
Monica Raymund è Ria Torres
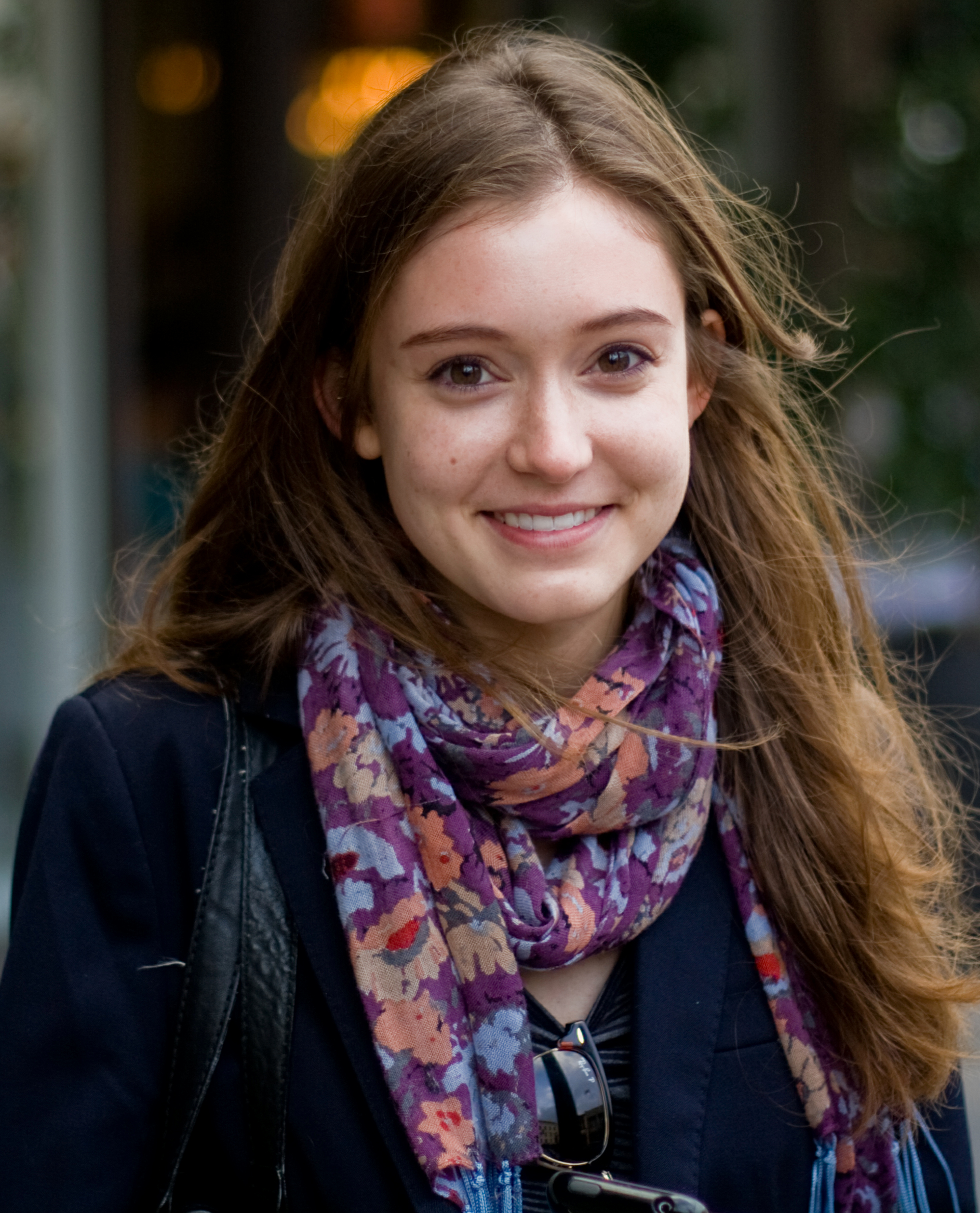
Hayley McFarland è Emily Lightman
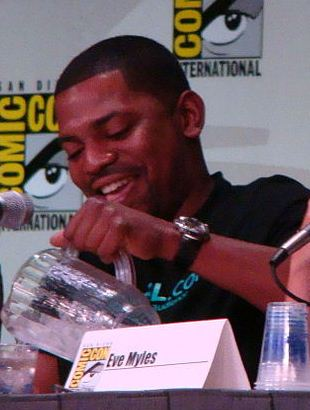
Mekhi Phifer è Ben Reynolds

### Personaggi secondari
- Zoe Landau (stagioni 1-2), interpretata da Jennifer Beals, doppiata da Emanuela Rossi.
È un assistente procuratore ed ex moglie di Cal Lightman. Spesso, per vari motivi, si ritrova a collaborare direttamente con Cal nelle indagini. Mal sopporta il talento di Cal, che è la causa principale del loro divorzio. Nella terza stagione si trasferisce a Chicago, ma Cal fa in modo che Emily non la segua e rimanga a vivere con lui.
- Detective Wallowski (stagioni 2-3), interpretata da Monique Gabriela Curnen, doppiata da Laura Romano.
È una poliziotta che affianca Lightman nelle indagini e ha anche una breve relazione sessuale con lui.
- Alec Foster (stagione 1), interpretato da Tim Guinee, doppiato da Enrico Di Troia.
È il marito di Gillian Foster. Lavora presso il Dipartimento di Stato degli Stati Uniti. Inizialmente si sospetta abbia una relazione extraconiugale, ma in realtà si scopre che ha problemi di dipendenza da cocaina, motivo che porta al divorzio tra Alec e Gillian.
- Karl Dupree (stagione 1), interpretato da Sean Patrick Thomas, doppiato da Alberto Bognanni.
È un agente dei servizi segreti, legato sentimentalmente a Ria Torres.
- Clara Musso (stagione 2), interpretata da Melissa George, doppiata da Daniela Calò.
È la giovane e bella vedova di un miliardario, che Lightman fa assolvere dall'accusa dell'omicidio del marito. Entra nel Lightman Group per aiutare Lightman e Foster finanziariamente e avrà una breve relazione sessuale con il primo.
- Sarah (stagione 3), interpretata da Shoshannah Stern.
È una delle assistenti di Cal, che non sopporta l'idea che sia stata assunta nonostante sia sorda, ma Sarah dimostrerà di essere affidabile e di non farsi ostacolare dal suo handicap.
- Liam (stagione 3), interpretato da Brandon Jones.
È il ragazzo di Emily e non si fa intimidire dai modi di Cal Lightman, il quale lo punzecchia chiamandolo Willy. Nell'ultimo episodio dell'ultima stagione, Emily lo lascia perché Liam non crede nel sesso prima del matrimonio.

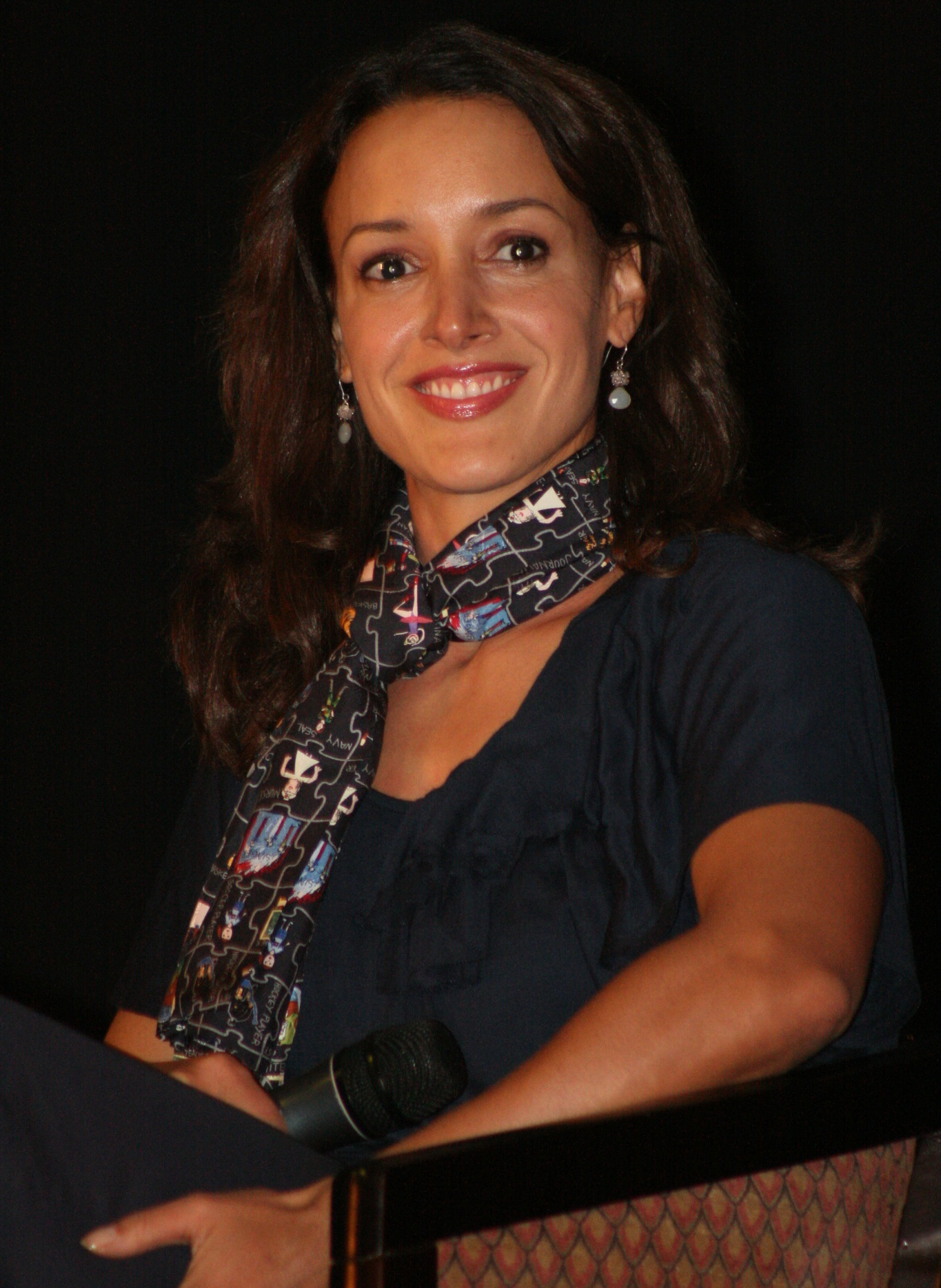
Jennifer Beals è Zoe Landau
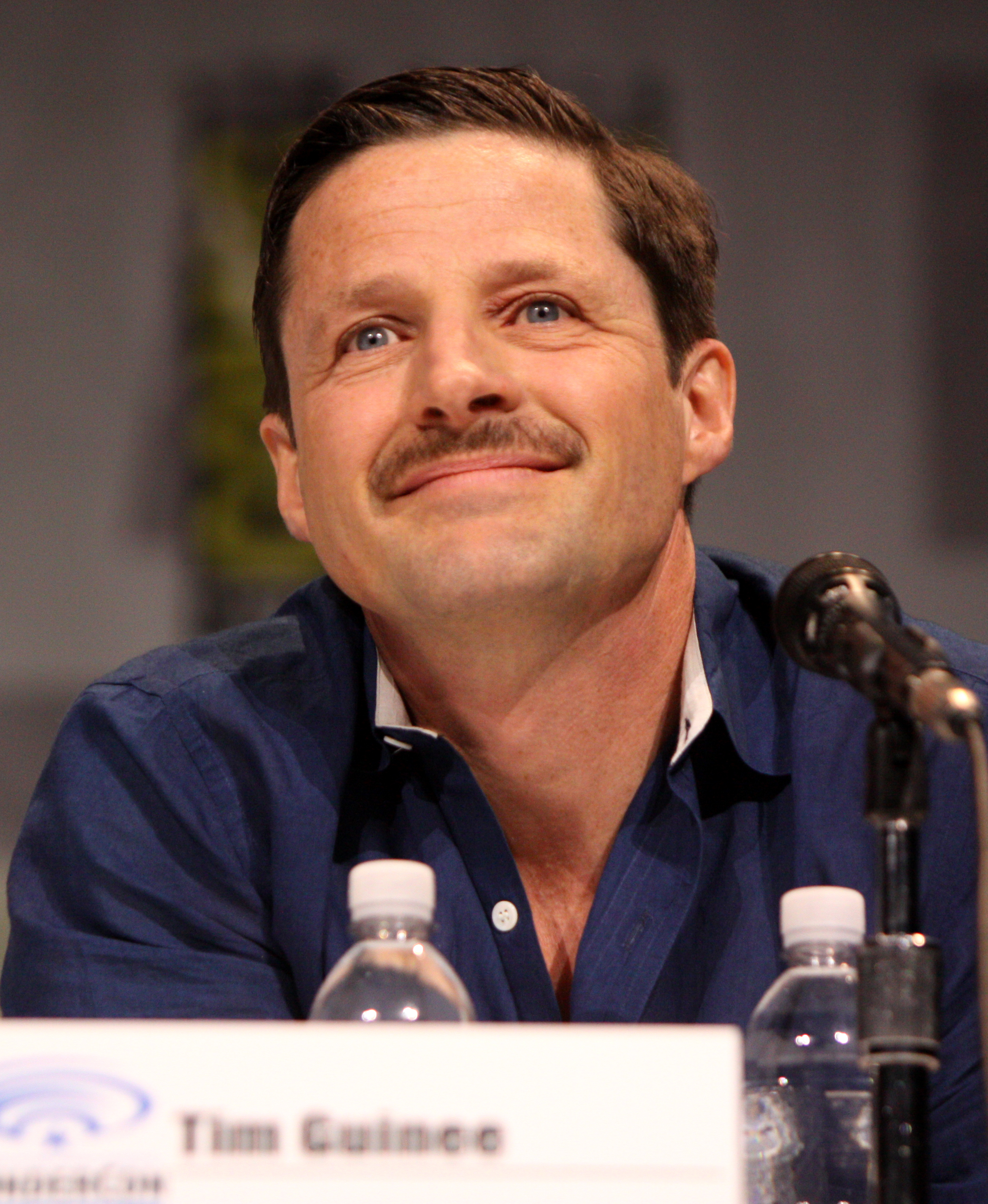
Tim Guinee è Alec Foster
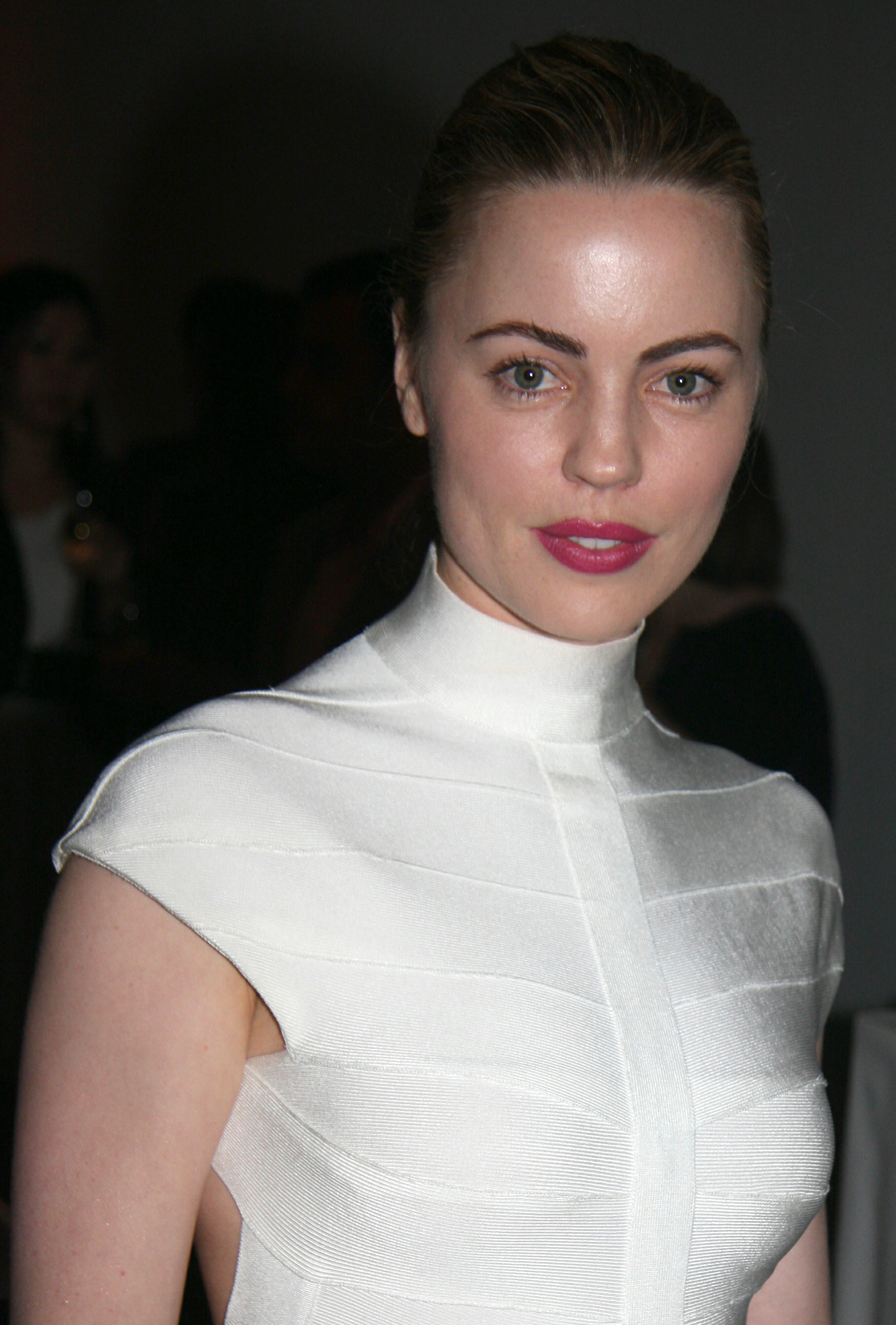
Melissa George è Clara Musso
Brandon Jones è Liam

## Ispirazione
La storia e il personaggio del dottor Lightman sono ispirati agli studi del dottor Paul Ekman, psicologo studioso del comportamento umano ed esperto di rilievo sul linguaggio del corpo e sulle espressioni facciali, il quale ha assunto personalmente il ruolo di consulente scientifico della serie. Le tecniche utilizzate rispondono scientificamente ai nomi di cinesica, prossemica e semiotica.

## Colonna sonora
La sigla di apertura della serie presenta una serie di espressioni corporee, in particolare del viso, dove si sottolinea il muscolo facciale che rappresenta l'emozione scritta a fianco. La sequenza di immagini è accompagnata dal brano musicale Brand New Day di Ryan Star. Le musiche della serie sono curate interamente da Doug DeAngelis.